# Miltonia spectabilis
Miltonia spectabilis là một loài lan ở cực đông Brasil và có thể có ở Venezuela. Đây là loài điển hình của chi Miltonia.

## Hình ảnh

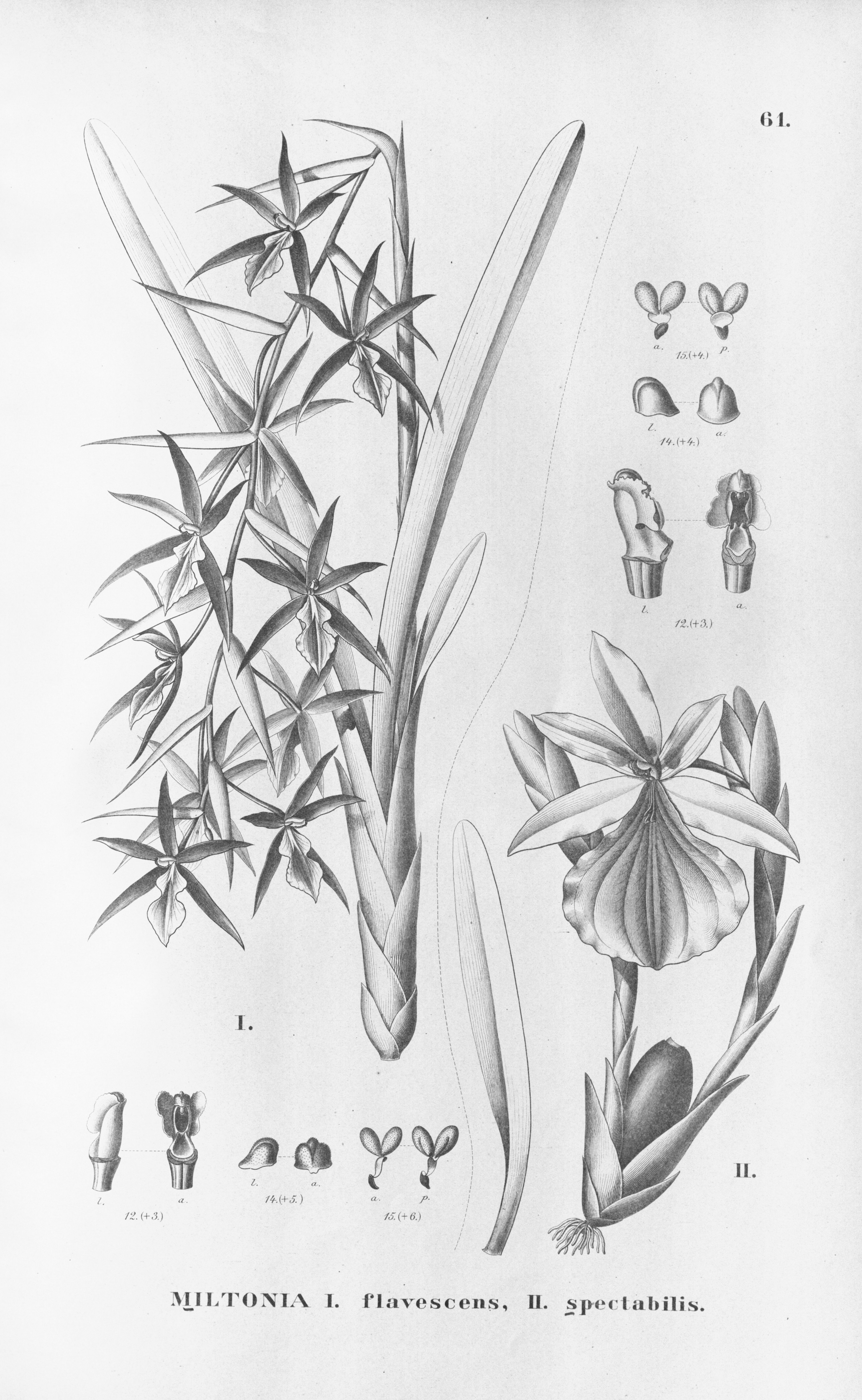
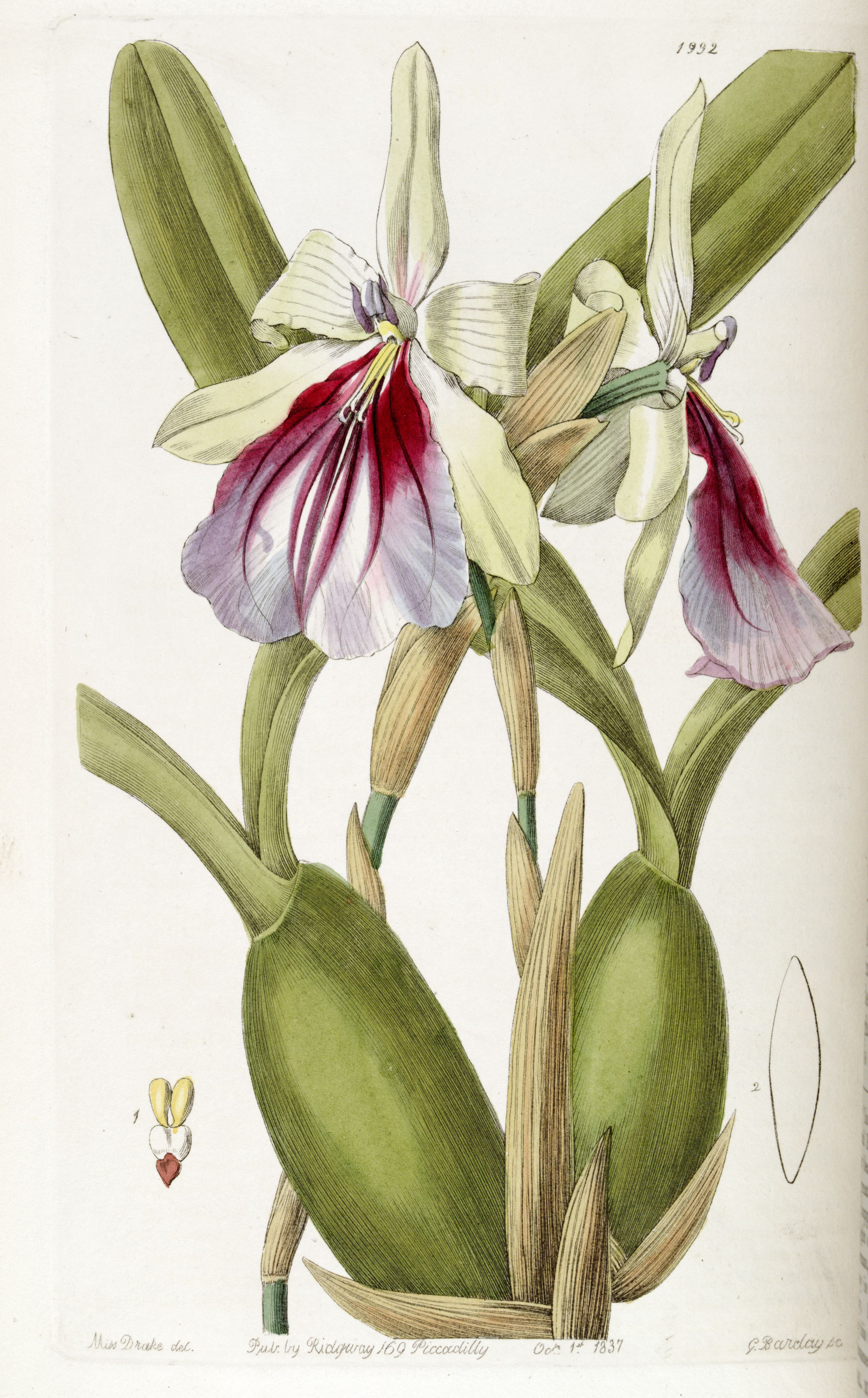
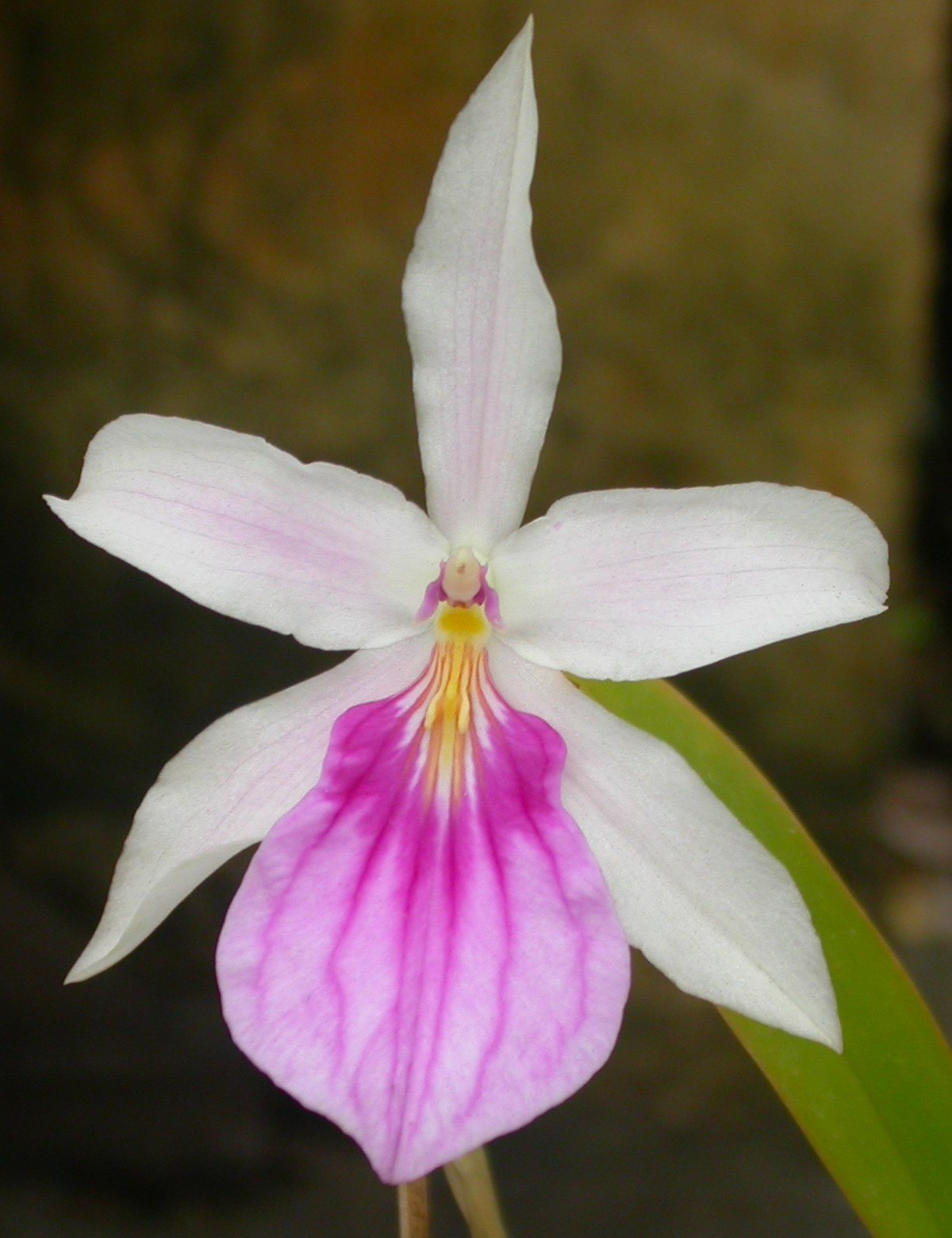
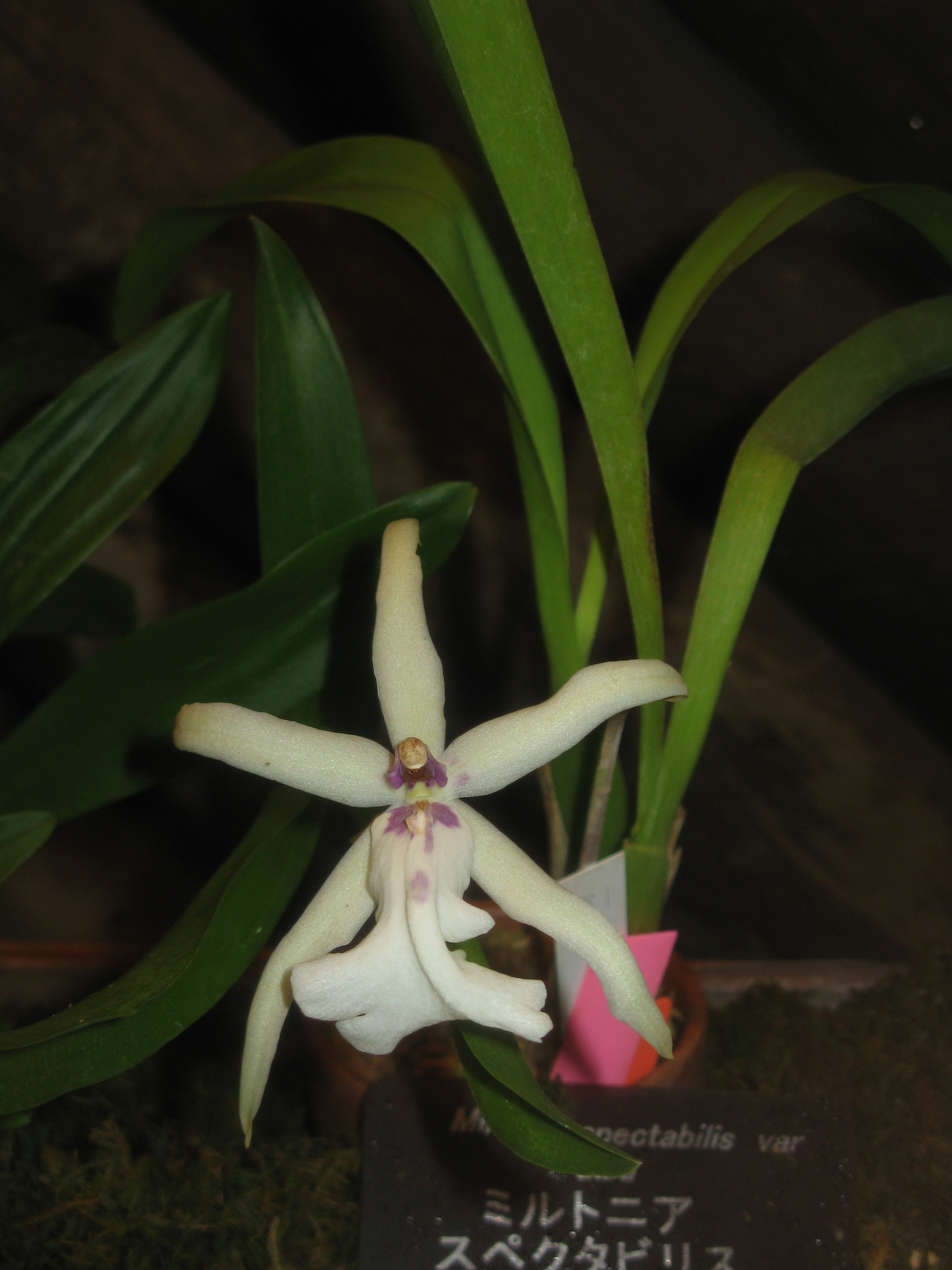